# Ripanjský tunel
Ripanjský tunel (v srbské cyrilici Рипањски тунел) se nachází v blízkosti stejnojmenné obce jižně od srbské metropole Bělehradu. Jednokolejný železniční tunel je dlouhý 1,646 km a vede v severo-jižním směru. Je součástí trati Bělehrad–Niš a nachází se na traťovém kilometru 29,987.3–31,600.35.

## Historie
Tunel byl budován v letech 1881–1884 jako součást nejstarší železniční trati na území Srbska. Jednalo se první stavbu svého typu v zemi. Jeho výstavba byla s blízkým Ripanjským viaduktem přes řeku Rajlu jednou z nejnáročnějších částí trasy. Účastnilo se jí několik tisíc lidí. Proražen byl v lednu 1883; ražen byl ve vápenci a pískovci. Zprovoznění tunelu se uskutečnilo ale až v lednu 1884, a dokončení stavby zpomalilo otevření celé tratě.
Nedlouho po zprovoznění se podpěrná zeď u tunelu zřítila a stavba tak musela být opravována. O nekvalitnosti železničních staveb a možném zřícení celého tunelu tehdy psala radikální strana. 